# 1916 (album)
1916 – dziesiąty album studyjny brytyjskiej heavymetalowej grupy Motörhead, wydany 26 lutego 1991 roku nakładem wytwórni muzycznej WTG Records. Nagrania były promowane teledyskiem do utworu „I’m So Bad (Baby I Don’t Care)”.

## Lista utworów
Opracowano na podstawie materiału źródłowego.
| Nr  | Tytuł utworu                     | Autorzy                             | Długość |
| --- | -------------------------------- | ----------------------------------- | ------- |
| 1.  | „The One to Sing the Blues”      | Kilmister, Würzel, Campbell, Taylor | 03:07   |
| 2.  | „I’m So Bad (Baby I Don’t Care)” | Kilmister, Würzel, Campbell, Taylor | 03:13   |
| 3.  | „No Voices in the Sky”           | Kilmister, Würzel, Campbell, Taylor | 04:12   |
| 4.  | „Going to Brazil”                | Kilmister, Würzel, Campbell, Taylor | 02:30   |
| 5.  | „Nightmare – The Dreamtime”      | Kilmister, Würzel, Campbell, Taylor | 04:40   |
| 6.  | „Love Me Forever”                | Kilmister, Würzel, Campbell, Taylor | 05:27   |
| 7.  | „Angel City”                     | Kilmister                           | 03:57   |
| 8.  | „Make My Day”                    | Kilmister, Würzel, Campbell, Taylor | 04:24   |
| 9.  | „Ramones”                        | Kilmister, Würzel, Campbell, Taylor | 01:26   |
| 10. | „Shut You Down”                  | Kilmister, Würzel, Campbell, Taylor | 02:41   |
| 11. | „1916”                           | Kilmister                           | 03:45   |
|     |                                  |                                     | 39:22   |

## Twórcy
Opracowano na podstawie materiału źródłowego.
| Zespół Motörhead w składzie - Lemmy Kilmister – gitara basowa, wokal - Phil Campbell – gitara - Würzel – gitara - Phil "Philthy Animal" Taylor – perkusja |  | Inni - Toni Hanzon, Craig Nelson – oprawa graficzna - Casey McMackin, Paul Hemingson – inżynieria dźwięku - Steve Hall – mastering - Peter Solley – miksowanie - Ed Stasium, Peter Solley – produkcja muzyczna |

## Listy sprzedaży
| Lista               | Kraj              | Pozycja |
| ------------------- | ----------------- | ------- |
| Sverigetopplistan   | Szwecja           | 23      |
| UK Albums Chart     | Wielka Brytania   | 24      |
| Billboard 200       | Stany Zjednoczone | 142     |
| Schweizer Hitparade | Szwajcaria        | 24      |